# Timaru
Timaru – miasto w Nowej Zelandii, na Wyspie Południowej, nad brzegiem Oceanu Spokojnego. Liczba mieszkańców - 27,6 tys. (1991).
Przemysł włókienniczy, metalowy i spożywczy. Ośrodek handlowy terenów rolniczych (uprawa zbóż, hodowla owiec). Ośrodek wypoczynkowy.

## Miasta partnerskie
- Eniwa, Hokkaido
- Orange, Australia
- Weihai, Chiny
- Orange, USA